# كريس كيتينغ
كريس كيتينغ (بالإنجليزية: Kris Keating)‏ هو لاعب دوري الرغبي أسترالي، ولد في 26 نوفمبر 1988 في سيدني في أستراليا.